# Vassili Postnov
Vassili Vasilievitch Postnov (en russe : Василий Васильевич Постнов ; né le 24 mars 1962 à Tachkent et mort le 4 mars 2009 à Moscou) est un footballeur professionnel originaire du Tadjikistan. Il a fait ses débuts en tant que professionnel dans la ligue supérieure soviétique en 1980 pour le Pakhtakor Tachkent. Il est décédé à Moscou en 2009.

## Carrière joueur
- 1980 - 1981 : FC Pakhtakor Tachkent
- 1982 - 1984 : FC Zvezda Dzhizak
- 1985 - 1989 : FC Pakhtakor Tachkent
- 1990 - 1992 : Pamir Dushanbe
- 1992  : Lokomotiv Moscow
- 1992  : Wydad de Casablanca
- 1994 - 1995 : FUS de Rabat
- 1999  : FC Krasnoznamensk

## Palmarès
Wydad
- Championnat du Maroc
  - Champion : 1993
- Ligue des champions de la CAF
  - Vainqueur : 1992
- Coupe Afro-Asiatique
  - Vainqueur : 1993